# Johannesberg (Bavière)
Pour les articles homonymes, voir Johannesberg.
Johannesberg est une commune allemande de Bavière, située dans l'arrondissement d'Aschaffenbourg et le district de Basse-Franconie.

## Géographie
Johannesberg est située sur le bord occidental du massif du Spessart, à 10 km au nord d'Aschaffenbourg. La commune est composée des cinq villages suivants (population en 2010) :
- Breunsberg (541) ;
- Rückersbach (527) ;
- Oberafferbach (1 427) ;
- Johannesberg (1 072) ;
- Steinbach (611).

Situation de Johannesberg dans l'arrondissement d'Aschaffenbourg.

Communes limitrophes (en commençant par le nord et dans le sens des aiguilles d'une montre) : Mömbris, Hösbach, Goldbach, Glattbach, ville d'Aschaffenbourg, Mainaschaff, Kleinostheim, Karlstein am Main et la ville d'Alzenau.

## Histoire
La première église du village a certainement été édifiée au XIIIe siècle. Johannesberg faisait partie des fiefs des comtes de Rieneck. Avec l'extinction de cette famille en 1559, il a été incorporé à l'Électorat de Mayence.
En 1743, pendant la guerre de Succession d'Autriche, l'église est détruite par les troupes anglaises. Le village est intégré au royaume de Bavière en 1814.
En 1972, les communes de Breunsberg et de Rückersbach, qui appartenaient à l'arrondissement d'Alzenau, ainsi que celle d'Oberafferbach fusionnent avec Johannesberg et, en 1978, la commune de Steinbach rejoint elle aussi Johannesberg.

## Démographie
Commune de Johannesberg dans ses limites actuelles :
| 1910  | 1933  | 1939  | 1970  | 1987  | 2000  | 2003  | 2009  |
| ----- | ----- | ----- | ----- | ----- | ----- | ----- | ----- |
| 1 437 | 1 598 | 1 660 | 2 730 | 3 391 | 3 833 | 3 830 | 3 876 |

## Jumelages
Johannesberg est jumelée depuis 1990 avec un groupe de communes françaises appartenant à la communauté du Val Orne-Ajon dans le Calvados, en Normandie. Ces communes sont :
- Amayé-sur-Orne
- Avenay
- Maisoncelles-sur-Ajon
- Maizet
- Montigny
- Préaux-Bocage
- Sainte-Honorine-du-Fay
- Trois-Monts
- Vacognes-Neuilly